# Смирнов Василь Олександрович
Василь Олександрович Смирнов (4 січня 1922, село Вимли Кашинського повіту Тверської губернії, тепер Сонковського району Тверської області, Російська Федерація — 18 листопада 1996, місто Санкт-Петербург, Російська Федерація) — радянський державний діяч, новатор виробництва, бригадир судноскладальників Балтійського суднобудівного заводу міста Ленінграда. Кандидат у члени ЦК КПРС у 1961—1971 роках. Член ЦК КПРС у 1971—1976 роках. Двічі Герой Соціалістичної Праці (28.05.1960, 23.06.1978).

## Життєпис
Народився в селянській родині. З 1929 року жив у місті Ленінграді. У 1937 році закінчив вісім класів середньої школи, в 1938 році — школу фабрично-заводського навчання при Ленінградському суднобудівному заводі № 196.
У 1938—1942 роках — судноскладальник Балтійського суднобудівного заводу імені Серго Орджонікідзе в Ленінграді. Брав участь в будівництві криголамів та інших судів, в ремонті бойових кораблів.
З серпня 1942 по серпень 1946 року — у військах НКВС, учасник німецько-радянської війни. У серпні 1942 — вересні 1944 року — червоноармієць і кулеметник 104-го прикордонного полку військ НКВС. Воював на Ленінградському фронті. Брав участь в обороні і знятті блокади Ленінграда, Виборзькій операції.
З вересня 1944 року служив у прикордонних військах НКВС. У вересні — жовтні 1944 року брав участь в боях з українськими повстанськими збройними загонами в Західній Україні. У серпні 1946 року — демобілізований.
З вересня 1946 року знову працював на Балтійському суднобудівному заводі міста Ленінграда. Став бригадиром складальників корпусів металевих суден, освоїв суміжні професії газорізальника, електрозварника і рубщика. Брав участь в будівництві вантажних і вантажопасажирських суден, танкерів, рефрижераторів, суховантажів, хімовозів, криголамів для Заполяр'я, науково-дослідних суден.
Член ВКП(б) з 1948 року.
За видатні виробничі успіхи і проявлену ініціативу в організації змагання за звання бригад і ударників комуністичної праці Указом Президії Верховної Ради СРСР від 28 травня 1960 року Смирнову Василю Олександровичу присвоєно звання Героя Соціалістичної Праці з врученням ордена Леніна і золотої медалі «Серп і Молот».
За видатні трудові успіхи, дострокове виконання соціалістичних зобов'язань, випуск продукції високої якості і великий внесок в будівництво атомного криголама «Сибір» Указом Президії Верховної Ради СРСР від 23 червня 1978 року («закритим») Смирнов Василь Олександрович нагороджений орденом Леніна і другою золотою медаллю «Серп і молот».
З кінця 1981 року одночасно працював майстром-наставником Ленінградського професійно-технічного училища № 14. Був головою Ради новаторів підприємств і організацій суднобудівної галузі.
Потім — на пенсії в місті Ленінграді (Санкт-Петербурзі).
Помер 18 листопада 1996 року. Похований в Санкт-Петербурзі на Волковському православному цвинтарі.

## Нагороди і звання
- двічі Герой Соціалістичної Праці (28.05.1960, 23.06.1978)
- три ордени Леніна (28.05.1960, 25.03.1974, 23.06.1978)
- орден Вітчизняної війни ІІ ст. (11.03.1985)
- дві медалі «За трудову доблесть» (9.10.1952; 26.04.1963)
- медаль «За трудову відзнаку» (2.10.1950)
- медалі